# Ahmad Shah Khan
Ahmad Shah Khan (in pashtu: احمد شاه خان; Kabul, 23 settembre 1934 – 4 giugno 2024) è stato il pretendente al trono dell'Afghanistan, secondo figlio di Mohammed Zahir Shah, ultimo re dell'Afghanistan.

## Biografia
Al momento della sua nascita era il secondo nella linea di successione al trono dopo suo fratello maggiore Muhammed Akbar Khan, principe ereditario dell'Afghanistan. Tuttavia, in seguito alla morte di suo fratello, il 26 novembre 1942, divenne il primo della linea di successione, erede apparente e principe ereditario.
Frequentò l'Università di Oxford e l'Istituto di studi politici di Parigi per poi lavorare presso il Ministero degli Affari Esteri a Kabul.
Il regno di suo padre terminò il 17 luglio 1973, quando fu espulso da un colpo di stato, con l'Afghanistan dichiarata repubblica. Il principe ereditario era uno dei quattordici membri della famiglia reale arrestati dopo il colpo di stato. Gli fu permesso di lasciare il paese per Roma il 26 luglio. Dopo il rovesciamento della monarchia, il principe ereditario si stabilì nello stato di Virginia, negli Stati Uniti, e prese a scrivere poesie.
Dalla morte di suo padre, il 23 luglio 2007, fu l'erede maschio più anziano tra i figli sopravvissuti dell'ultimo re dell'Afghanistan.
A differenza di suo padre, egli non possedeva il titolo ufficiale "Baba-i-Millet-i-Afghanistan" (Padre della Patria dell'Afghanistan).

## Vita privata
Si sposò a Kabul nel 1961 con la principessa Khatul Begum, figlia di Sardar Muhammad Umar Khan Zikeria e di sua moglie, la principessa Sultana Begum. Ebbe due figli e una figlia:
- Principe Muhammad Zahir Khan (nato nel 1962).
- Principe Muhammad Emel Khan (nato nel 1969).
- Principessa Hawa Khanum (nata nel 1963).